# Exyston
Exyston is een geslacht van insecten uit de orde vliesvleugeligen (Hymenoptera) en de familie Ichneumonidae.

## Soorten
- E. aculeolatus Kasparyan, 1975
- E. albicinctus (Gravenhorst, 1820)
- E. calcaratus Thomson, 1883
- E. clementi (Kerrich, 1952)
- E. genalis Thomson, 1883
- E. montanus Kerrich, 1975
- E. pratorum (Woldstedt, 1874)
- E. salebroon Kasparyan, 1975
- E. spinulosus Mason, 1959
- E. sponsorius (Fabricius, 1781)
- E. subnitidus (Gravenhorst, 1829)